# Blue Ensign
La Blue Ensign (en català, pavelló blau), és una bandera, dels diversos pavellons britànics, utilitzada per diverses organitzacions o territoris associats amb el Regne Unit. S'utilitza tant amb el camp llis com amb l'afegit d'algun emblema. Actualment el pavelló llis poden utilitzar-lo tres categories de vaixells civils britànics.

## Història
L'evolució del pavelló ha seguit la de la Union Jack, originant-se al segle xvii amb la creu de Sant Jordi (la bandera d'Anglaterra) al quarter sobre un camp blau marí. L'Acta d'Unió de 1707 del regne d'Anglaterra amb Escòcia creant el nou Regne Unit de la Gran Bretanya i l'Acta d'Unió de 1800 amb el regne d'Irlanda van modificar la nova bandera que va emergir de la unió, coneguda popularment com la Union Jack.

Pavelló blau anglès sobre el s XVII.
Pavelló blau britànic (1707–1801)

## Pavelló blau llis
Abans de la reorganització de la Marina Reial el 1864, el pavelló blau llis havia estat la bandera de l'Esquadró Blau de la Marina Reial. Aquesta va canviar a partir del 1864, quan es proporcionà l'ordre en que el pavelló vermell o Red ensign s'assignà als vaixells mercants, passant el pavelló blau a ser la bandera dels vaixells civils o vaixells comandats per un oficial en actiu o jubilat de la Royal Naval Reserve, mentre que el pavelló blanc es va assignar a la Marina Reial.
Així, el pavelló blau llis (és a dir, sense cap tipus d'afegit o deformació o modificació) es permet per a ser usat en tres categories de vaixells civils:
- Vaixells mercants britànics, els oficials i la tripulació dels quals es compon d'un cert nombre de personal de la Marina Reial jubilats o reservistes de la Marina Reial, o és manat per un funcionari de la Royal Naval Reserve en possessió d'una ordre del govern. El nombre i rang dels membres de la tripulació requerida ha variat al llarg dels anys, igual que les condicions addicionals aplicables, ja que el sistema va ser introduït per primera vegada en 1864.

- Vaixells Reials d'Investigació, amb ordre individual emesa pel Secretari d'Estat de Defensa per a cada vaixell, amb expersonal de la Marina Reial o personal de la Marina mercant.

- Iots pertanyents a membres de clubs nàutics amb certa antiguitat, com el Royal Thames Yacht Club, el Royal Engineers Yacht Club, el The Royal Motor Yacht Club, el Sussex Motor Yacht Club, i el Royal Northern & Clyde Yacht Club. Cal assenyalar que molts més clubs nàutics utilitzen el pavelló blau però amb l'afegit d'emblemes.[2]

El permís per als iots de portar el pavelló blau es va suspendre durant tant la Primera Guerra Mundial com durant la Segona Guerra Mundial.

## Pavelló blau modificat
Des de 1864 el pavelló blau ha estat modificat amb l'afegit d'una insígnia o emblema, per formar la bandera de diferents departaments del govern del Regne Unit o d'organismes públics, per exemple:

Pavelló de la Royal Fleet Auxiliary.
Pavelló del Government Service Ensign.
Pavelló del Northern Lighthouse Board.
Pavelló de la Scottish Fisheries Protection Agency.
Pavelló de diversos departaments marítims del Govern de Bermuda.
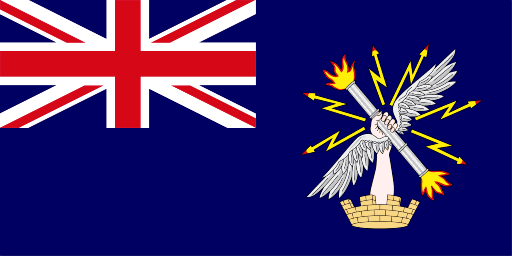
Pavelló del Royal Engineers.
Pavelló utilitzat en vaixells del Royal Logistic Corps comandats per un oficial encarregat.
Pavelló utilitzat en vaixells del Royal Logistic Corps comandats per un oficial no encarregat.
Pavelló del Sea Cadet Corps.
Pavelló de la Her Majesty's Coastguard.
Pavelló de l'antic Royal Maritime Auxiliary Service.
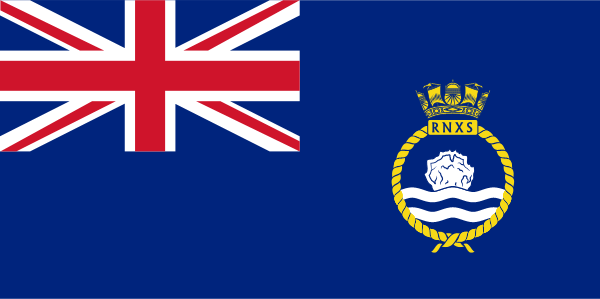
Pavelló de l'antic Royal Navy Auxiliary Service.
Pavelló antic de HM Customs & Excise. Reemplaçada per la UK Border Agency l'1 d'abril del 2008.

I també per:

Pavelló blau de la Marina Reial del Canadà (1921–1957).
Pavelló blau de la Marina Reial del Canadà (1957–1965).
Pavelló blau de la Marina reial de l'Índia (1928-1947)[3]

## Dissenys basats en el Pavelló blau

### Banderes nacionals

Bandera d'Austràlia
Bandera de Nova Zelanda
Bandera de Fiji (blau cel)
Bandera de Tuvalu (blau cel)

Banderes subnacionals

Bandera de Nova Gal·les del Sud (Austràlia)
Bandera de Queensland (Austràlia)
Bandera d'Austràlia Meridional (Austràlia)
Bandera de Tasmània (Austràlia)
Bandera de Victòria (Austràlia)
Bandera d'Austràlia Occidental (Austràlia)
Bandera de les Illes Cook (Nova Zelanda)

### Banderes dels territoris d'ultramar del Regne Unit
Banderes actuals

Bandera d'Anguilla
Bandera de l'illa de l'Ascensió
Pavelló del govern de Bermuda
Bandera de les Illes Caiman
Bandera de les Illes Geòrgia del Sud i Sandwich del Sud
Pavelló del govern de Gibraltar
Bandera de les Illes Malvines
Bandera de l'Illa de Montserrat
Bandera de les Illes Pitcairn
Bandera de Santa Helena
Bandera de Tristan da Cunha
Bandera de les Illes Turks i Caicos
Bandera de les Illes Verges Britàniques

Banderes històriques

Bandera colonial d'Aden (1937-1963)
Bandera colonial del protectorat de l'Àfrica Central Britànica (1889-1907)
Bandera colonial del protectorat de l'Àfrica Oriental Britànica (1895-1920) i Colònia i Protectorat de Kenya (1920-1963)
Bandera colonial de les Bahames (1923-1953)
Bandera colonial de Barbados (1870–1966)
Bandera de la Colònia britànica del Cap de Bona Esperança (1876-1910)
Bandera del govern colonial de Ceilan (1875–1948)
Bandera colonial de la Guaiana Britànica (1914-1966)
Bandera del protectorat dels Estats Units de la Illes Jòniques (1815–1864)
Bandera colonial de Hong Kong (1876-1910)
Bandera colonial de Hong Kong (1959-1997)
Bandera del protectorat de les Illes Gilbert i Ellice (1892-1976)
Bandera colonial de Burma (actual Myanmar) (1937-1948)
Bandera colonial del territori de Nova Guinea (1949-1965)
Bandera colonial del protectorat de Nyasalàndia (1919-1964)
Bandera colonial del territori de Papua (1906-1949)
Bandera colonial de la Somàlia Britànica (1884–1960)
Bandera del domini de Terranova (1870–1904)
Bandera del domini de Terranova (1904-1931)
Bandera de les oficines de la Unió Sud-africana a l'estranger (1910-1912)
Bandera de la concessió britànica de Weihaiwei (1898-1930)